# 立呼出
立呼出（たてよびだし）は、大相撲の呼出の階級である。2025年1月場所で次郎が停年退職して以降、現在は立呼出が空位となっている。

## 概要
1994年7月場所より従来の一等から五等までの等級制を番付制に改め、その時に新設された。呼出しのトップであり行司の木村庄之助に相当する。
立呼出の定員は1人であり、同一の場所において複数人が立呼出になることはできない。したがって、先代の立呼出が退職して空位になった場合に、その次位の者が立呼出に昇格する権利が得られるのが原則である。
立呼出への昇格については、それに次ぐ階級である副立呼出から昇格することが多いが、行司で木村庄之助に昇格するには現行制度では式守伊之助を経験していることが必要であるのと異なり、立呼出への昇格は副立呼出を経験していることは必ずしも必要ではなく、場合によっては三役呼出が副立呼出を経験せず直接立呼出に昇格することもあり、この飛び級昇格が起こることが考え得るケースとしては以下のようなパターンがある。
- 立呼出と副立呼出が同時に退職した場合にその翌場所に三役呼出を昇格させる場合。 - 前例なし。
- 立呼出と副立呼出の一方に1人在位しており他方が空位である状態で、在位していた立呼出または副立呼出が退職した場合に、その翌場所に三役呼出を昇格させる場合。 - 前例としては兼三が該当。
- 両者の地位がいずれも空位である状態から三役呼出を昇格させる場合。 - 前例としては次郎が該当。

先代の立呼出が退職しても、その次位の者は必ずしも翌場所に立呼出に昇格できるとは限らず、呼出としての実績や年齢などの要素によっては、立呼出が空位の場所が発生することもある。
本場所の本割では、1日に結びの一番のみを呼び上げる。優勝決定戦においては、幕内優勝決定戦で横綱・大関が登場している場合、出場している最高位の行司（原則立行司）と共にその取組を担当し、よってその場合はその日に本割の結びの一番と合わせて二番を担当することになる。立呼出が休場もしくは番付上不在の場合は、副立呼出（副立呼出もいない場合は三役呼出）が代行する。
2019年9月限りで拓郎が引退した後、立呼出および副立呼出どちらも不在となっていたが、2024年1月場所（正式には番付発表の2023年12月25日付）から飛び級の形で次郎が立呼出に、克之が副立呼出に昇進し、これにより4年間にわたる立呼出の空位は解消された。その後、2025年1月場所で次郎が停年退職したが、それと同時に呼出の序列のトップとなった克之が立呼出に昇進しなかったため、同年3月場所から立呼出が空位となった。

## 歴代立呼出一覧
| 代       | 呼出名   | 在位期間                                    | 備考                                                                                   |
| -------- | -------- | ------------------------------------------- | -------------------------------------------------------------------------------------- |
| (非公式) | 多賀之丞 |                                             | 番付制導入以前にも昭和中期より結びの一番を呼び上げる呼出を非公式に立呼出と呼んでいた。 |
| (非公式) | 小鉄     |                                             | 番付制導入以前にも昭和中期より結びの一番を呼び上げる呼出を非公式に立呼出と呼んでいた。 |
| (非公式) | 安次郎   |                                             | 番付制導入以前にも昭和中期より結びの一番を呼び上げる呼出を非公式に立呼出と呼んでいた。 |
| 初代     | 寛吉     | 1994年7月場所 - 1995年11月場所（停年退職）  | 番付制導入以前の1967年3月から非公式に立呼出と呼ばれていた。                            |
| 2代目    | 兼三     | 1996年1月場所 - 1999年7月場所（停年退職）   | 副立呼出を経験せず立呼出に昇格。                                                       |
| 3代目    | 米吉     | 1999年9月場所 - 2002年7月場所（停年退職）   |                                                                                        |
| 4代目    | 康夫     | 2002年9月場所 - 2003年7月場所（停年退職）   | 停年退職後、2007年11月場所まで立呼出空位。                                             |
| 5代目    | 秀男     | 2008年1月場所 - 2014年11月場所（停年退職）  | 停年退職後、2015年9月場所まで立呼出空位。                                              |
| 6代目    | 拓郎     | 2015年11月場所 - 2019年11月場所（中途退職） | 出場場所としては2019年9月場所まで。退職後、2023年11月場所まで立呼出空位。              |
| 7代目    | 次郎     | 2024年1月場所 - 2025年1月場所（停年退職）   | 副立呼出を経験せず立呼出に昇格。停年退職後、立呼出空位となる。                         |

## 立呼出の記録
| 代・呼出名 | 記録 |
| ---------- | --- |
| 初代寛吉   | 歴史上でも特に優れた美声で知られる。 |
| 3代米吉    | 美声と粋なことで大相撲ファンから評判が良かった。 |
| 4代康夫    | 停年退職までの在位6場所は立呼出としては史上最短。 |
| 5代秀男    | 2003年9月場所から2007年11月場所までは副立呼出ながら呼出のトップ（立呼出空位）。呼び上げの美声で相撲ファンから愛され、「土俵上の妖精」の異名を持つ。                                          |
| 6代拓郎    | 2019年10月に起こした不祥事により、同年10月25日付で退職、同年11月場所は番付記載のみ。 |
| 7代次郎    | 角界関係者から「音痴」との指摘があった影響で、立呼出・副立呼出が空位になっても停年間近の2023年11月場所まで三役呼出のまま据え置かれていた。土俵作りはうまく、「土俵作りの名人」の異名を持つ。 |